# Убайдалла ібн Абдалла
Убайдалла ібн Абдалла (*бл. 838 — 913) — державний діяч, музика, поет, письменник Аббасидського халіфату.

## Життєпис
Походив з династії Тахіридів. Син еміра Абдалли ібн Тахіра. Народився близько 838 році в Нішапурі. Здобув гарну освіту, виявивши хист до літератури, музики, поезії, математики, граматики, історії. На початку 860-х років прибув до Багдада, де став помічником свого брата Мухаммада, впливового аббасидського сановника. У 866 році відповідав за передачу халіфських регалій від аль-Мустаїна до аль-Мутазза, який став новим володарем.
Після смерті брата у 867 році на ділі обійняв посаду валі Багдаду, а також став головою племені Бану-Хузаа Невдовзі це було затверджено халіфом. Йому довелося приборкувати заворушення тюрків в столиці халіфату. Водночас він не впорався з проблемою своєчасної сплати зарплатні військовикам. Тому у 869 році втратив свою посаду, передавши її братові Сулейману.
У 879 році після смерті брата Сулеймана вдруге обійняв посаду валі Багдаду. Підтримував дружні стосунки з Саффаридами. Боровся зі своїм небожем Мухаммадом, що бажав посісти його посаду. Втім, у 885 році після конфлікту між халіфом і Саффаридами Убайдалла втратив свою посаду, яку отримав Мухаммад ібн Тахір. У 889 році втретє призначено на посаду, але вже у 891 році остаточно усунений від будь-яких посад через бажання халіфа аль-Мутаміда посилити центральне урядування, відсторонивши впливових Тахіридів.
Останні роки провів у злиднях, отримуючи допомогу від халіфів та деяких впливових сановників. Помер у Багдаді у травні 913 року.

## Творчість
Усі твори написано арабською мовою. Більшість з його доробку натепер є втраченим. Був автором декількох мелодій для пісень. Також склав дослідницькі твори «Кітаб аль-ішара фі ахбар аль-шир» («Книга про вірші та поетів»), «Рісала аль-сіяса аль-мулькуйя» («Трактат про урядування»), «Кітаб аль-адаб аль-рафія» («Книга про мелодію та фонову композицію відомих пісень»), «Кітаб аль-бара'а ва аль-фасаха» («Книга про особливості красномовства»). Відомий також його епістолярний спадок.
Свої вірші Убайдалла об'єднав у збірку (диван), назва якої не збереглася.